# بژوزوو-کولونگا
بژوزوو-کولونگا (به لهستانی:  Brzozów-Kolonia) یک روستا در لهستان است که در گمینا سوکوووف پودلاسکی واقع شده‌است. بژوزوو-کولونگا ۳۰۰ نفر جمعیت دارد.